# 笑福亭圓歌
笑福亭 圓歌（しょうふくてい えんか、1882年11月14日 - 1952年3月31日）は、上方落語の落語家（上方噺家）。歌舞伎役者の2代目中村鴈治郎の義父。本名∶沖本 房吉。

## 経歴
現在の大阪府大阪市住吉区に生まれる。幼くして両親を失う。1893年、2代目桂萬光の門下となり萬蝶を名乗り、12歳で初高座。その後、歌舞伎役者の初代中村霞仙の養子となり、高座を離れる。後に中村家と離縁され、19歳から23歳にかけて東京で清元を修行する。帰阪後の1906年前後に素人落語に加わる。堺で牛乳屋のかたわら「琥遊三」を名乗ったり、「文香」を名乗り和歌之助(→二代目笑福亭福圓)とともに北陸地方に行ったりした。1907年、藤原年史に入門して藤原好史を名乗り、次いで1909年に笑福亭圓歌となる。襲名後は京都と大阪を中心に活動した。
42歳の時、漫才の台頭で落語に見切りを付け、京都市中京区河原町三条付近で小鳥屋を営んだ。後に5代目笑福亭松鶴が主催する「楽語荘」同人となり、幾度か高座にも上がっている。墓所は京都市中京区裏寺町の宝蔵寺で、法名は鶯空圓歌禪定門位。

## 芸風
好史時代は豆電球つきの盆廻しや布団廻しで人気を得る。圓歌となってからは、江州音頭や、『のりやの看板』『理屈按摩』などの音曲噺を得意とした。高座の終わりには、必ず大津絵節の『楠公』などを踊ったという。

## 人物
娘婿が畑違いの2代目中村鴈治郎だったため「成駒屋さんから父さんと言われ死に」などと川柳に歌われた。